# Elaphoglossum lanatum
Elaphoglossum lanatum är en träjonväxtart som först beskrevs av Wenceslas Bojer och Bak., och fick sitt nu gällande namn av David H. Lorence. Elaphoglossum lanatum ingår i släktet Elaphoglossum och familjen Dryopteridaceae. Inga underarter finns listade.